# Guerre de préemption

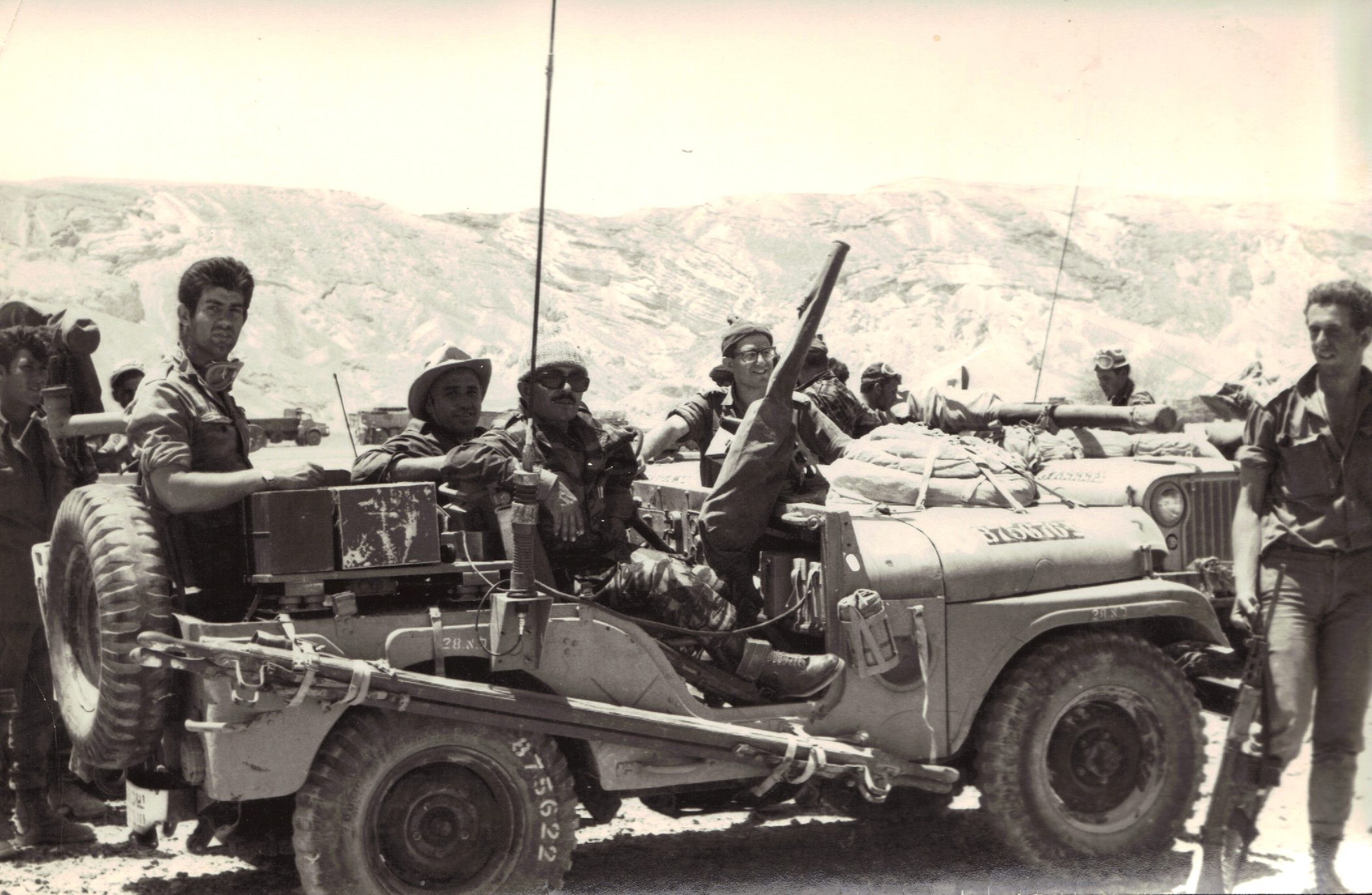
Militaire israéliens durant la Guerre des Six Jours.

Une guerre de préemption (dite aussi guerre préemptive), est une guerre débutée dans le but de repousser ou de vaincre une offensive ou une invasion perçue comme imminente, ou pour obtenir un avantage stratégique dans une guerre qui semble imminente (prétendument inévitable) peu de temps avant que cette attaque ne se matérialise. C'est une guerre qui « brise la paix » de manière anticipée.
Le terme de « guerre préemptive »  implique, de la part d’un adversaire, une menace réelle et pouvant être constatée, elle est reconnue par le droit international comme un recours légal de « légitime défense selon certaines conditions »,.
Il ne doit pas être confondu avec la notion de guerre préventive,,